# 日本の専門学科設置高等学校一覧
日本の専門学科設置高等学校一覧（にほんのせんもんがっかせっちこうとうがっこういちらん）は、農業、工業、商業、水産、家庭、看護、情報、福祉の授業を行っている職業教育を主とする学科が設置されている高等学校の一覧。理数、体育、音楽、美術、英語の授業を行っている職業以外の専門教育を主とする学科が設置されている高等学校の一覧を兼ねる。
各学校に関する記事は、設置されている学科の教育課程に応じて適切な一覧に掲載する。ただし、高等学校設置基準（平成16年文部科学省令第20号）第6条第2項第15号による「その他専門教育を施す学科として適当な規模及び内容があると認められる学科」が設置されている学校については、本項目の「#その他の学科」に掲載する。

## 職業教育を主とする学科
- 日本の農業に関する学科設置高等学校一覧
- 日本の工業に関する学科設置高等学校一覧
- 日本の商業に関する学科設置高等学校一覧
- 日本の水産に関する学科設置高等学校一覧
- 日本の家庭に関する学科設置高等学校一覧
- 日本の看護に関する学科設置高等学校一覧
- 日本の情報に関する学科設置高等学校一覧
- 日本の福祉に関する学科設置高等学校一覧

## 職業以外の専門教育を主とする学科
- 日本の理数科設置高等学校一覧
- 日本の体育科設置高等学校一覧
- 日本の音楽科設置高等学校一覧
- 日本の美術科設置高等学校一覧
- 日本の英語科設置高等学校一覧

## その他の学科
- 日本のマンガ・アニメ系高等学校一覧